# Synusie
Als Synusie (oder Synousia, von altgr. συνουσία oder ξυνουσίᾳ, ‚Zusammensein‘, ‚Umgang‘, ‚Verkehr‘, insbes. ‚Verkehr zwischen Lehrer und Schüler‘, aber auch ‚Geschlechtsverkehr‘) bezeichnet man in der Philosophie das gemeinsame Handeln mit freiem Wissensaustausch. Der Begriff wurde durch Platons Akademie geprägt, die in seinem siebten Brief (324a ff.) beschrieben wird. Diese Form der Synusie ist eine Vorform der heutigen Hacker-Ethik.
Im übertragenen Sinne wird der Begriff der Synusie auch in der Ökologie verwendet; er bezeichnet hier eine Gemeinschaft an Organismen mit einem charakteristischen Artenbestand meist gleicher oder ähnlicher Lebensformen, die in einem Syntop, also einem kleinen und abgrenzbaren Biotopausschnitt, lebt; es handelt sich dabei um Teilsysteme ohne eigenen Stoffkreislauf oder Energiefluss, die in das Gesamtökosystem eingebettet sind. Der Begriff der Synusie wurde 1918 von Helmut Gams in die Lehre von den Pflanzengemeinschaften, die Phytozoenologie eingeführt.
Beispiele für Synusien sind in Laubwäldern die Baumschicht, die Strauchschicht, die Krautschicht, die Synusie der Flechten an den Baumstämmen und die Moos-Synusie an der Basis von Stämmen oder auf Baumstümpfen (Beispiele nach Walter ; Breckle, Bd. 1, S. 28).